# الخدمات المصرفية للألبان البشرية في أمريكا الشمالية
بنك الحليب البشري هو «خدمة تقوم بجمع، الشاشات، العمليات، والتوزيع عن طريق وصفة طبية من حليب إنساني تبرعت به الأمهات المرضعات اللاتي لا ترتبط بيولوجياً بالرضيع المتلقي». اعتبارا من مارس 2014، هناك 18 بنك لبن في أمريكا الشمالية الأعضاء في جمعية بنك الحليب البشري في أمريكا الشمالية (HMBANA). يتم إيواءهم عادة في المستشفيات، على الرغم من أن بعضها قائم بذاته. يتبع أعضاء HMBANA «المبادئ التوجيهية المنقحة سنويًا لإنشاء وتشغيل بنك الحليب البشري للمانحين». تم تطوير المبادئ التوجيهية مع إدارة الغذاء والدواء (FDA) ومراكز السيطرة على الأمراض والوقاية منها (CDC) وتتضمن بروتوكولات لإغراء التبرع وجمع ومعالجة وتوزيع الحليب. بعض هذه البروتوكولات موضحة أدناه.
وفقا لبيان مشترك صادر عن منظمة الصحة العالمية ومنظمة الأمم المتحدة للطفولة (اليونيسيف): "إن أفضل غذاء للطفل الذي لا يمكن إرضاعه هو الحليب المعرب عنه من الثدي الأم أو من أم صحية أخرى. أفضل غذاء أي طفل لا يتوفر حليب أمه هو حليب ثدي الأم الأخرى الصحية (اليونيسيف، ص 48). "حيث لا يمكن للأم البيولوجية أن تتغذى على الثدي، يجب أن يكون البديل الأول، إذا كان متاحًا، هو استخدام الحليب البشري من مصادر أخرى. يجب أن تكون بنوك لبن الإنسان متاحة في المواقف المناسبة" (Wight، 2001).

## تاريخ
وصفت الممرضة الكندية في عام 1939 كيف سافر الممرضون في مستشفي رويال فيكتوريا مونتريال للولادة إلى بوسطن للتعلم من البرنامج الناجح في دليل حليب الأم، التي أنشأها الدكتور فريتز تالبوت. كان «ألبان مصغرة مع جميع الأجهزة الحديثة». تجدر الإشارة إلى أن التجميد السريع للكسور من أونصة من حليب الثدي قد اتقن في وقت سابق من ذلك العقد من قبل الباحثين في مختبر بوردن. وكانت النساء اللواتي جندن يُدفعن بواسطة الأوقية، وتزورهن ممرضة يومياً، لأن معظمهن لم يكن لهن تبريد في المنزل. حافظت مستشفى الولادة على مخزون من حوالي 1000 أونصة مجمدة.